# 2005 YU55
2005 YU55是一颗阿波罗型小行星，呈球状，直径约400米，在2005年12月28日由亚利桑那大学杜斯肯月球与行星实验室发现。2011年11月8日，它将近距离掠过地球，最靠近地球时的距离为324,600公里，差不多相当于地月距离的85%。 它是继2010 XC15（1976年在50%的地月距离掠过地球，绝对星等21.4）后，已知近距离掠过地球的小行星中绝对星等最亮的一颗。

## 撞击危险估计

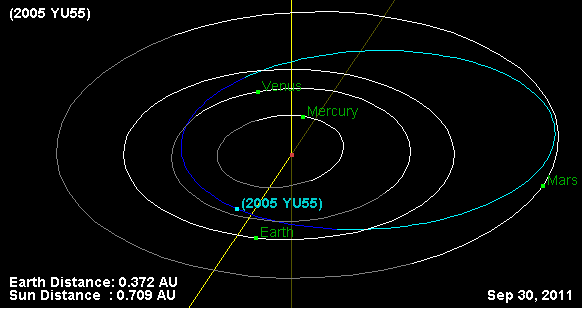
小行星2005 YU55在2011年9月30日的位置示意图。之后直到2011年11月8日抵达距离地球最近点之前，2005 YU55会不断地接近地球。

2005 YU55曾经被列入对地球有潜在威胁的小行星之列。2010年2月它在杜林危险指数被评为1级，表明这颗近地天体经预测不会对地球构成不寻常的危险。2011年4月19日，阿雷西博射电望远镜对2005 YU55进行精确的观测，将小行星的轨道不确定度减少50%。 观测数据显示在100年内，这颗小行星都不会撞上地球。2010年4月22日它被排除出对地球有潜在威胁的小行星之列，杜林危险指数也降到最低的0级。
2011年11月8日协调世界时23:28，2005 YU55将在距离地球324,600公里的上空（地月距离的85%，0.00217AU）近距离掠过地球。 2011年11月9日协调世界时07:13，这颗小行星将在距离月球表面0.00160AU（239,000公里）的上空近距离掠过月球。 在这次掠地事件中，2005 YU55的视星等最亮时为11等，有经验的观测者使用物镜放大倍率为80毫米或更大的高端双筒望远镜即可观测到。

2005 YU_{55}在2011年11月8-9日近距离掠过地月系统的模拟动画图

下一次类似2005 YU55直径的小行星近距离掠过地球将发生在2028年。 小行星153814（2001 WN5）将在距离地球表面0.00166AU（248,000千米）的地方掠过地球。 在未来1000年内，类似2005 YU55大小的小行星撞击地球的机率约为1%。

## 研究
在小行星接近地球的2011年11月，科学家使用金石深空通讯体系、超长基线阵列和绿岸射电望远镜在射电波段对其进行研究。11月10日，赫歇尔太空望远镜对它进行远红外线波段测量，以确定它的温度和组成。根据美国地球物理学家H. Jay Melosh的预测，如果小行星2005 YU55撞击地球，将会产生一个6.3千米宽、518米深的撞击坑，并引发一次震级为七级地震。

## 未来轨道预测
2029年1月19日，2005 YU55将在距离金星0.0019AU（280,000千米）的距离掠过金星。 它的轨道也将会受到金星引力的影响而改变，改变的程度将会决定它在2041年掠过地球时距离地球表面的距离，范围在0.002AU（300,000公里）至0.3AU之间。 根据目前的估算，2005 YU55将在2041年11月12日在距离地球0.1AU的位置经过地球。